# Lord grand trésorier
Ne pas confondre avec les lords du Trésor (Lords of the Treasury), collège d'individus reprenant les fonctions du lord trésorier
Le lord grand trésorier ou lord trésorier (en anglais : Lord High Treasurer ou Lord Treasurer) est l'un des grands officiers d'État du gouvernement britannique.
Le lord grand trésorier est traditionnellement à la tête du Trésor de Sa Majesté mais, depuis le XVIIe siècle, cette fonction est de plus en plus souvent détenue par une commission de plusieurs individus, titrés lords du Trésor, présidée par le premier lord du Trésor, traditionnellement le Premier ministre du Royaume-Uni.

## Historique
Le Trésor anglais semble trouver son origine autour de 1126, durant le règne d'Henri Ier, lorsque les responsabilités financières furent séparées du reste des fonctions du lord-grand-chambellan (Lord Great Chamberlain). Le Trésor était à l'origine une branche de la Maison royale et avait la charge de garder l'argent du roi.
En 1216, un trésorier fut nommé pour diriger le Trésor à Winchester. Il était officier de l'Échiquier et superviseur des comptes royaux. Au temps des Tudors, le lord grand trésorier devint un grand-officier d'État, placé dans l'ordre protocolaire après le lord-chancelier et avant le maître de cavalerie.
Au cours du XVIe siècle, le lord trésorier était parfois considéré comme l'officier le plus important du gouvernement, et devint de facto Premier ministre, à l'image de William Cecil, 1er baron Burghley, lord trésorier de 1572 à 1598, ayant dominé l'administration sous le règne d'Élisabeth Ire.

## Fonctions
Le lord trésorier était à la tête du Trésor de Sa Majesté. Depuis le XVIIe siècle, cette fonction est le plus souvent détenue collectivement par plusieurs individus plutôt que par une personne seule, appelés lords du Trésor, une pratique qui devient l’usage après la démission de Charles Talbot en 1714.
Aujourd’hui, le Premier ministre du Royaume-Uni est par convention premier lord du Trésor et le chancelier de l'Échiquier est le second lord du Trésor.

## Liste des lords-grands-trésoriers

### Plantagenêt
- Richard FitzNeal, doyen de Lincoln, évêque de Londres (≈ 1158 - 1189)
- William of Ely (en), archidiacre de Cleveland (1196 - août 1215)
- Eustace of Fauconberg (en), évêque de Londres (4 novembre 1217 - octobre 1228)
- Walter Mauclerk (en), évêque de Carlisle (13 novembre 1228 - 14 janvier 1233)
- Pierre de Rivaux, chanoine de Saint-Paul (14 janvier 1233 - 1er juin 1234)
- Hugh de Pateshull (en), évêque de Coventry (1er juin 1234 - mars 1240)
- William Haverhill, chanoine de Lichfield (mars 1240 - 23 août 1252)
- Philip Lovel, archidiacre de Coventry (27 août 1252 - octobre, 1258)
- John Crakehall, archidiacre de Bedford (2 novembre 1258 - 10 septembre 1260)
- John of Caux, père supérieur de Petersborough (28 octobre 1260 - mars 1263)
- Nicholas of Ely (en) (6 mai - 19 juillet 1263)
- Henry, Prieur de Saint-Radegund (juillet - novembre 1263)
- John Chishull (en) (novembre 1263)
- Roger de la Leye (30 novembre 1263 - 3 novembre 1264)
- Henry, Prieur de Saint-Radegund (3 novembre 1264 - juillet 1265)
- Thomas Wymondham, précepteur de Lichfield (23 octobre 1265 - 6 février 1270)
- John Chishull (en) (6 février 1270 - 9 juin 1271)
- Philip of Eye, chanoine de Saint-Paul (16 octobre 1271 - 2 octobre 1273)
- Sir Joseph Chauncy, prieur de l'ordre de Saint-Jean de Jérusalem en Angleterre (2 octobre 1273 - 18 juin 1280)
- Richard Ware, père supérieur de Westminster (18 juin 1280 - 1283)
- John Kirkby (en), évêque d'Ely (6 janvier 1284 - 26 mars 1290)
- William de March, évêque de Bath et de Wells (6 avril 1290 - 16 août 1295)
- John Droxford (16 août - 28 septembre 1295)
- Walter Langton (en), évêque de Coventry et de Lichfield (28 septembre 1295 - 22 août 1307)
- Walter Reynolds, évêque de Worcester (22 août 1307 - 6 juillet 1310)
- John Sandale (en), principal de Wells (6 juillet 1310 - 23 octobre 1311)
- Walter Norwich (23 octobre 1311 - 23 janvier 1312)
- Walter Langton (en), évêque de Coventry et de Lichfield (23 janvier 1312 - 17 mai 1312)
- Walter Norwich (17 mai 1312 - 4 octobre 1312)
- John Sandale (4 octobre 1312 - 26 septembre 1314)
- Walter Norwich (26 septembre 1314 - 27 mai 1317)
- John Hotham, évêque d'Ely (27 mai 1317 - 10 juin 1318)
- John Walwayn, chanoine de Saint-Paul et d'Hereford (10 juin - 16 novembre 1318)
- John Sandale, évêque de Winchester (16 novembre 1318 - 2 novembre 1319)
- Walter Norwich (6 novembre 1319 - 18 février 1320)
- Walter de Stapledon, évêque d'Exeter (18 février 1320 - 25 août 1321)
- Walter Norwich (25 août 1321 - 10 mai 1322)
- Walter de Stapledon, évêque d'Exeter (10 mai 1322 - 3 juillet 1325)
- William Melton, archevêque d'York (3 juillet 1325 - 14 novembre 1326)
- Jean de Stratford, évêque de Winchester (14 novembre 1326 - 28 janvier 1327)
- Adam Orleton, évêque de Hereford (28 janvier - 28 mars 1327)
- Henry Burghersh, évêque de Lincoln (28 mars 1327 - 2 juillet 1328)
- Thomas Charlton, évêque de Hereford (2 juillet 1328 - 16 septembre 1329)
- Robert Wodehouse, archidiacre de Richmond (16 septembre 1329 - 1er décembre 1330)
- William Melton, archevêque d'York (1er décembre 1330 - 1er avril 1331)
- William Airmyn, évêque de Norwich (1er avril 1331 - 29 mars 1332)
- Robert Ayleston, archidiacre de Berkshire (29 mars 1332 - 9 mars 1334)
- Richard Bury, évêque de Durham (9 mars - 1er août 1334)
- Henry Burghersh, évêque de Lincoln (1er août 1334 - 24 mars 1337)
- William Zouche, doyen d'York (24 mars 1337 - 10 mars 1338)
- Robert Wodehouse, archidiacre de Richmond (10 mars - 31 décembre 1338)
- William Zouche, doyen d'York (31 décembre 1338 - 5 mai 1340)
- Sir Robert Sadington (5 mai - 26 juin 1340)
- Roger Northburgh, évêque de Coventry et de Lichfield (26 juin - 1er décembre 1340)
- Sir Robert Parning (15 janvier - 30 octobre 1341)
- William de Cusance (30 octobre 1341 - 12 avril 1344)
- William Edington, évêque de Winchester (12 avril 1344 - 29 novembre 1356)
- John Sheppey, évêque de Rochester (29 novembre 1356 - 23 novembre 1360)
- Simon Langham, évêque d'Ely (23 novembre 1360 - 20 février 1363)
- John Barnet, évêque de Bath et de Wells, puis Évêque d'Ely (20 février 1363 - 27 juin 1369)
- Thomas Brantingham, évêque d'Exeter (27 juin 1369 - 27 mars 1371)
- Richard Scrope (27 mars 1371 - 26 septembre 1375)
- Sir Robert Ashton (26 septembre 1375 - 14 janvier 1377)
- Henry Wakefield, évêque de Worcester (14 janvier 1377 - 19 juillet 1377)
- Thomas Brantingham, évêque d'Exeter (19 juillet 1377 - 1er février 1381)
- Sir Robert de Hales, prieur des Chevaliers de Saint-Jean en Angleterre (1er février - 14 juin 1381)
- Sir Hugh Segrave (10 août 1381 - 17 janvier 1386)
- John Fordham, évêque de Durham (17 janvier - 24 octobre 1386)
- John Gilbert, évêque de Hereford (24 octobre 1386 - 4 mai 1389)
- Thomas Brantingham (4 mai - 20 août 1389)
- John Gilbert, évêque de Saint-David (20 août 1389 - 2 mai 1391)
- John Waltham, évêque de Salisbury (2 mai 1391 - 20 septembre 1395)
- Roger Walden, archevêque de Cantorbéry (20 septembre 1395 - 22 janvier 1398)
- Guy Mone, évêque de Saint-David (22 janvier 1398 - 17 septembre 1398)
- William le Scrope (17 septembre 1398 - 30 juillet 1399)

### LancastreetYork
- Sir John Norbury (3 septembre 1399 - 31 mai 1401)
- Laurence Allerthorp, Chanoine de Londres (31 mai 1401 - 27 février 1402)
- Henry Bowet, Évêque de Bath et de Wells (27 février - 25 octobre 1402)
- Guy Mone, Évêque de Saint-David (25 octobre 1402 - 9 septembre 1403)
- William de Ros (9 septembre 1403 - 5 décembre 1404)
- Thomas Nevill (5 décembre 1404 - 14 mars 1407)
- Nicholas Bubwith, Évêque de Londres (15 avril 1407 - 14 juillet 1408)
- John Tiptoft (14 juillet 1408 - 6 janvier 1410)
- Henry Scrope (6 janvier 1410 - 20 décembre 1411)
- Sir John Pelham (23 décembre 1411 - 21 mars 1413)
- Thomas FitzAlan (21 mars 1413 - 13 octobre 1415)
- Sir Hugh Mortimer (10 janvier - 13 avril 1416)
- Sir Robert Leche (17 avril - 23 novembre 1416)
- Henry FitzHugh (6 décembre 1416 - 26 février 1421)
- William Kinwolmarsh, Doyen de Saint-Martin le-Grand (26 février 1421 - 18 décembre 1422)
- John Stafford, Évêque de Bath et de Wells (18 décembre 1422 - 16 mars 1426)
- Walter Hungerford (16 mars 1426 - 26 février 1432)
- John Scrope (26 février 1432 - 11 août 1433)
- Ralph de Cromwell (11 août 1433 - 7 juillet 1443)
- Ralph Boteler (7 juillet 1443 - 18 décembre 1446)
- Marmaduke Lumley, Évêque de Carlisle (18 décembre 1446 - 16 septembre 1449)
- James Fiennes (16 septembre 1449 - 22 juin 1450)
- John Beauchamp (22 juin 1450 - 15 avril 1452)
- John Tiptoft (15 avril 1452 - 15 mars 1455)
- James Butler (15 mars - 29 mai 1455)
- Henry Bourchier (29 mai 1455 - 5 octobre 1456)
- John Talbot (5 octobre 1456 - 30 octobre 1458)
- James Butler (30 octobre 1458 - 28 juillet 1460)
- Henry Bourchier (28 juillet 1460 - 1461)
- John Tiptoft (14 avril 1462 - 24 juin 1463)
- Edmond Grey (24 juin 1463 - 24 novembre 1464)
- Walter Blount (24 novembre 1464 - 1465)
- Richard Woodville (4 mars 1466 - 12 août 1469)
- Sir John Langstrother (16 août - 25 octobre 1469)
- William Grey, Évêque d'Ely (25 octobre 1469 - 10 juillet 1470)
- John Tiptoft (10 juillet - 18 octobre 1470)
- Sir John Langstrother (20 octobre 1470 - 22 avril 1471)
- Henry Bourchier (22 avril 1471 - 4 avril 1483)
- Sir John Wood (17 mai 1483 - 25 octobre 1484)
- John Tuchet (6 décembre 1484 - août 1485)

### Tudor
- John Dynham (14 juillet 1486 - 28 janvier 1501)
- Thomas Howard (16 juin 1501 - 4 décembre 1524)
- Thomas Howard (4 décembre 1524 - 12 décembre 1546)
- Edward Seymour (10 février 1547 - 10 octobre 1549)
- William Paulet (3 février 1550 - 10 mars 1572)
- William Cecil (juillet 1572 - 4 août 1598)
- Thomas Sackville (15 mai 1599 - 19 avril 1608)

### Stuart
- Robert Cecil (4 mai 1608 - 17 juin 1612)
- Commission du Trésor (17 juin 1612 - 24 juin 1613)
  - Henry Howard, Premier Lord
  - Thomas Howard
  - Edward Somerset
  - Edward la Zouche
  - Edward Wotton
  - Sir Julius Caesar, Chancelier de l'Échiquier
- Commission du Trésor (24 juin 1613 - 11 juillet 1614)
  - Thomas Egerton, Premier Lord
  - incomplet
- Thomas Howard (11 juillet 1614 - 1618)
- Commission du Trésor (juillet, 1618 - 14 décembre 1620)
  - George Abbot, Archevêque de Canterbury, Premier Lord
  - Francis Bacon
  - Sir Robert Naunton
  - Sir Fulke Greville, Chancelier de l'Échiquier
  - Sir Julius Caesar
  - Sir Edward Coke
- Henry Montagu (14 décembre 1620 - 29 septembre 1621)
- Lionel Cranfield (29 septembre 1621 - 25 avril 1624)
- James Ley (11 décembre 1624 - 15 juillet 1628)
- Richard Weston (15 juillet 1628 - 15 mars 1635)
- Commission du Trésor (15 mars 1635 - 6 mars 1636)
  - William Laud, Premier Lord
  - Henry Montagu
  - Francis Cottington
  - Sir John Coke
  - Sir Francis Windebank
- William Juxon, Évêque de Londres (6 mars 1636 - 21 mai 1641)
- Commission du Trésor (21 mai 1641 - 3 octobre 1643)
  - Edward Littleton (1er baron Lyttelton), Premier Lord
  - Henry Montagu
  - Sir John Bankes
  - Sir Edward Barrett
  - Sir Henry Vane
- Francis Cottington (3 octobre 1643 - juillet 1646)
- Commission du Trésor (19 juin - 8 septembre 1660)
  - Sir Edward Hyde, lord chancelier
  - James Butler, Lord-intendant
  - Sir George Monck, Général des Forces armées
  - Thomas Wriothesley
  - John Robartes, Lord du sceau privé
  - Thomas Culpeper
  - Sir Edward Montagu
  - Sir Edward Nicholas, principal Secrétaire d'État
  - Sir William Morice, principal Secrétaire d'État
- Thomas Wriothesley (8 septembre 1660 - 16 mai 1667)
- Commission du Trésor (1er juin 1667 - 28 novembre 1672)
  - George Monck, Premier Lord (jusqu'au 3 janvier 1670)
  - Anthony Ashley-Cooper, Chancelier de l'Échiquier
  - Sir Thomas Clifford, Contrôleur de la Maison royale
  - Sir William Coventry (en) (jusqu'au 8 avril 1669)
  - Sir John Duncombe
- Thomas Clifford (28 novembre 1672 - 24 juin 1673)
- Thomas Osborne (24 juin 1673 - 26 mars 1679)
- Commission du Trésor (26 mars - 21 novembre 1679)
  - Arthur Capel, Premier Lord
  - Laurence Hyde, Chancelier de l'Échiquier
  - Sir John Ernle
  - Sir Edward Dering
  - Sidney Godolphin
- Commission du Trésor (21 novembre 1679 - 9 septembre 1684)
  - Laurence Hyde, Premier Lord
  - Sir John Ernle, Chancelier de l'Échiquier
  - Sir Edward Dering (jusqu'au 9 juillet 1684)
  - Sidney Godolphin (jusqu'au 9 juillet 1684)
  - Sir Stephen Fox
  - Sir Dudley North (depuis le 26 juillet 1684)
  - Henry Frederick Thynne (depuis le 26 juillet 1684)
- Commission du Trésor (9 septembre 1684 - 16 février 1685)
  - Sidney Godolphin, Premier Lord
  - Sir John Ernle, Chancelier de l'Échiquier
  - Sir Stephen Fox
  - Sir Dudley North
  - Henry Frederick Thynne
- Laurence Hyde (16 février 1685 - 10 décembre 1686)
- Commission du Trésor (4 janvier 1687 - 9 avril 1689)
  - John Belasyse, Premier Lord
  - Sidney Godolphin
  - Henry Jermyn
  - Sir John Ernle, Chancelier de l'Échiquier
  - Sir Stephen Fox
- Commission du Trésor (9 avril 1689 - 18 mars 1690)
  - Charles Mordaunt, Premier Lord
  - Henry Booth, Chancelier de l'Échiquier
  - Sidney Godolphin
  - Sir Henry Capel
  - Richard Hampden
- Commission du Trésor (18 mars 1690 - 15 novembre 1690)
  - Sir John Lowther, Premier Lord
  - Richard Hampden, Chancelier de l'Échiquier
  - Sir Stephen Fox
  - Thomas Pelham
- Commission du Trésor (15 novembre 1690 - 1er juin 1699))
  - Sidney Godolphin, Premier Lord
  - Sir John Lowther (jusqu'au 21 mars 1692)
  - Richard Hampden (jusqu'au 2 mai 1696), Chancelier de l'Échiquier (jusqu'au 3 mai 1694)
  - Sir Stephen Fox
  - Charles Montagu, Chancelier de l'Échiquier (depuis le 3 mai 1694)
  - Sir Edward Seymour (jusqu'au 2 mai 1696)
  - Sir William Trumbull (3 mai 1694 - 1er novembre 1695)
  - John Smith (depuis le 3 mai 1694)
  - Sir Thomas Littleton (depuis le 2 mai 1696)
- Commission du Trésor (1er mai 1697 - 15 novembre 1699)
  - Charles Montagu, Premier Lord, Chancelier de l'Échiquier
  - Sir Stephen Fox
  - Sir Thomas Littleton (jusqu'au 1er juin 1699)
  - Thomas Pelham (jusqu'au 1er juin 1699)
  - Ford Grey (depuis le 1er juin 1699)
  - John Smith (depuis le 1er juin 1699)
  - Henry Boyle (depuis le 1er juin 1699)
- Commission du Trésor (15 novembre 1699 - 9 décembre 1700)
  - Ford Grey, Premier Lord
  - John Smith, Chancelier de l'Échiquier
  - Sir Stephen Fox
  - Richard Hill
  - Thomas Pelham
- Commission du Trésor (9 décembre 1700 - 30 décembre 1701)
  - Sidney Godolphin, Premier Lord
  - John Smith, Chancelier de l'Échiquier (jusqu'au 30 décembre 1701)
  - Sir Stephen Fox
  - Henry Boyle, Chancelier de l'Échiquier (depuis le 30 décembre 1701)
  - Richard Hill
  - Thomas Pelham (depuis le 30 décembre 1701)
- Commission du Trésor (30 décembre 1701 - 8 mai 1702)
  - Charles Howard, Premier Lord
  - Henry Boyle, Chancelier de l'Échiquier
  - Sir Stephen Fox
  - Richard Hill
  - Thomas Pelham
- Sidney Godolphin (8 mai 1702 - 11 août 1710)
- Commission du Trésor (11 août 1710 - 30 mai 1711)
  - John Poulett, Premier Lord
  - Robert Harley, Chancelier de l'Échiquier
  - Henry Paget
  - Sir Thomas Mansel
  - Robert Benson
- Robert Harley (30 mai 1711 - 30 juillet 1714)
- Charles Talbot (30 juillet - 13 octobre 1714)